# 톰 글로버
토마스 윌리엄 글로버(영어: Thomas William Glover, 1997년 12월 24일 ~ )은 오스트레일리아의 축구 선수로, 포지션은 골키퍼이다. 현재 멜버른 시티 FC 소속이다.